# Nieuwkoopsche en Zevenhovensche Polder
Het waterschap De Nieuwkoopsche en Zevenhovensche Polder, ook wel de Zeven Ambachtspolder genaamd, was een waterschap in de gemeenten Nieuwkoop, Zevenhoven, Nieuwveen, Ter Aar en Aarlanderveen in de Nederlandse provincie Zuid-Holland.
De polder werd in 1652 gesticht, maar was pas in 1809 geheel drooggemalen. In 1857 werd het een inliggend waterschap van het Hoogheemraadschap van Rijnland. In 1860 werd de polder gesplitst in de Polder Nieuwkoop en de Polder Zevenhoven.